# Dornberg (Bielefeld)
Dornberg ist ein Stadtbezirk im Westen der kreisfreien Stadt Bielefeld in Nordrhein-Westfalen mit (Stand 2024) 20.256 Einwohnern. Der ländlich geprägte Stadtbezirk ist eine beliebte Wohnlage. Seine Bevölkerungsdichte ist nur etwa halb so groß wie die der gesamten Stadt Bielefeld.

## Geografie

### Lage
Dornberg liegt im Ravensberger Hügelland und reicht im Süden bis zum Hauptkamm des Teutoburger Waldes. Beckendorfer Mühlenbach, Schwarzbach und Johannisbach entwässern das Gebiet zur Weser hin.

### Nachbarorte
Im Norden und Nordosten grenzt Dornberg an den Stadtbezirk Jöllenbeck, wobei die Bezirksgrenze zumeist entlang von Johannisbach, Schwarzbach und Beckendorfer Mühlenbach läuft. Im Osten grenzt Dornberg an den Stadtbezirk Schildesche, im Südosten an den Stadtbezirk Gadderbaum und im Süden an den Stadtbezirk Brackwede. Im Südwesten und Westen grenzen die Gemeinde Steinhagen und die Stadt Werther an, die beide zum Kreis Gütersloh gehören.

### Gliederung des Stadtbezirkes
Zum Stadtbezirk gehören die nur informell abgegrenzten Stadtteile Großdornberg, Kirchdornberg, Niederdornberg-Deppendorf, Babenhausen, Hoberge-Uerentrup und Schröttinghausen. Mit einer Fläche von 29,06 Quadratkilometern ist Dornberg einer der flächengrößten Bezirke Bielefelds. Die Einwohnerzahl ist in den 1970er- und 1980er-Jahren vor allem durch die Neubaugebiete Schürmannshof und Lohmannshof um fast 50 % gestiegen. Durch die Nähe zur Universität Bielefeld und zur FH Bielefeld wohnen in Dornberg viele Hochschulangehörige. Hoberge-Uerentrup gehört aufgrund seiner Lage zu den bevorzugten Wohngebieten Bielefelds.

## Geschichte

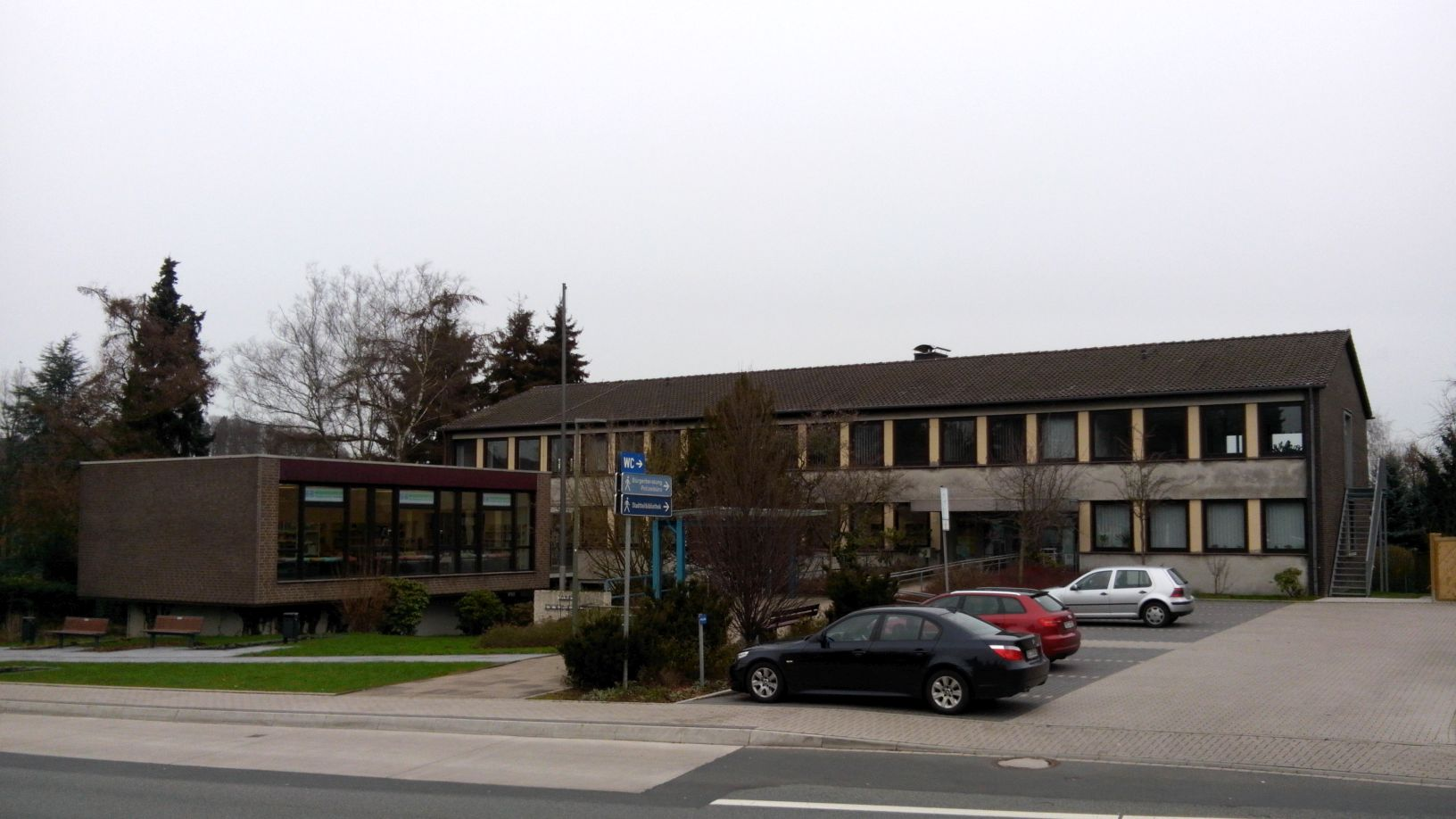
Zweigstelle der Stadtverwaltung mit Stadtteilbibliothek

In der Vita Waltgeri taucht der Name mons Durinberc auf, im 12. Jahrhundert auch Thornbergen und 1241 Thorenberg.
Der Name Dornberg wird auf den germanischen Gott Thor zurückgeführt, bedeutet also Berg des Gottes Thor. Im Mittelalter wurde dieser Zusammenhang in verschiedenen Schreibweisen deutlich. So sind urkundlich neben den oben genannten die Bezeichnungen Thornberg, Thornbergon und Thornberge belegt.
Die Bezeichnung des Stadtbezirks wurde vom ehemaligen Amt Dornberg übernommen, das bis 1972 existierte und bis auf Schröttinghausen die heutigen Dornberger Ortsteile umfasste. Die Orte des Amts Dornberg bildeten seit dem Mittelalter das Kirchspiel Dornberg, dessen Kirchort der heutige Ortsteil Kirchdornberg war.
Im Rahmen der kommunalen Neugliederung des Raums Bielefeld wurden 1973 die zum Amt Dornberg des Kreises Bielefeld gehörenden Gemeinden Babenhausen, Großdornberg, Hoberge-Uerentrup, Kirchdornberg und Niederdornberg-Deppendorf sowie der größte Teil der Gemeinde Schröttinghausen des Kreises Halle (Westf.) in die Stadt Bielefeld eingegliedert und dem Stadtbezirk Dornberg zugeordnet. Aus der alten Stadt Bielefeld wurden außerdem die Gebiete Wolfskuhle, Wellensiek und Babenhausen-Ost in den Stadtbezirk übernommen, die bereits 1930 nach Bielefeld eingemeindet worden waren.
Der Stadtbezirk Dornberg besitzt kein eigenes Bezirksamt. Die bezirklichen Verwaltungsaufgaben werden von der Stadtverwaltung Bielefeld wahrgenommen. Eine Filiale des Bürgeramts Bielefeld befindet sich in Großdornberg an der Wertherstraße 436.

## Religion

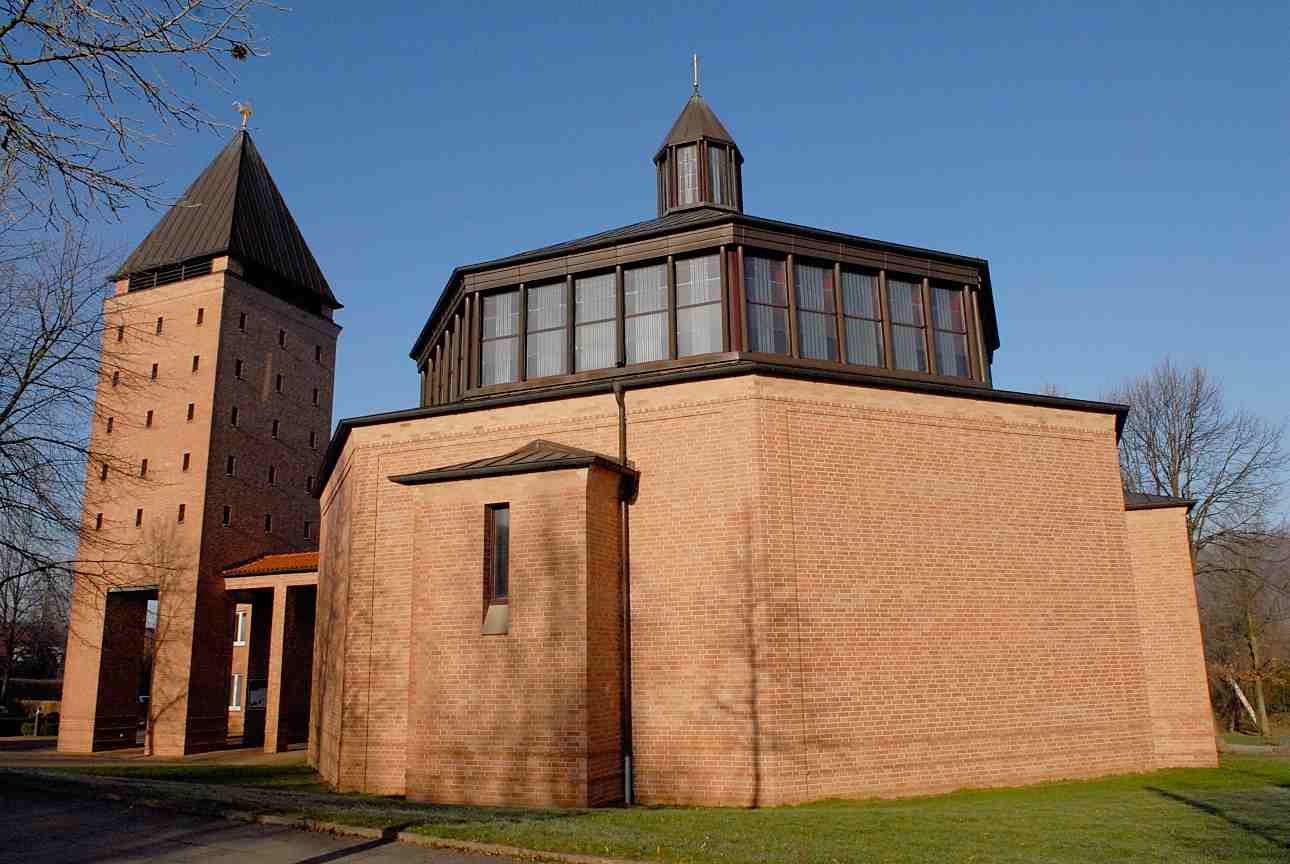
Heilig-Geist-Kirche Großdornberg

Neben der Peterskirche in Kirchdornberg als ältester Bielefelder Kirche gibt es in Schröttinghausen die 1979 erbaute Arche-Noah-Kirche und in Babenhausen die Andreaskirche aus dem Jahr 1967. Die Dietrich-Bonhoeffer-Kirchengemeinde mit Hauptsitz an der Jakob-Kaiser-Straße (Gellershagen) ist aus einem Zusammenschluss von drei Gemeinden hervorgegangen. Im Jahr 2001 haben sich dazu die Gemeinden Bültmanns Hof, Matthäus-Gemeinde und Christusgemeinde zusammengeschlossen. Auch am Brodhagen und am Wellensiek befinden sich noch Gemeindebüros. Die 1963 erbaute Markuskirche ist das Zentrum der evangelischen Kirchengemeinde Hoberge-Uerentrup. Eine der jüngsten Kirchen im Stadtbezirk ist die katholische Heilig-Geist-Kirche an der Spandauer Allee in Großdornberg.

## Politik
Seit der Kommunalwahl 2020 setzt sich die Bezirksvertretung Dornberg wie folgt zusammen:
| Sitzverteilung in der Bezirksvertretung Dornberg 2020Insgesamt 15 Sitze - Linke: 1 - SPD: 3 - Grüne: 5 - CDU: 5 - FDP: 1 Bezirksvertretungswahl 2020in Prozent %403020100 31,229,319,18,45,36,7 GrüneCDUSPDFDPLinkeSonst.fGewinne und Verlusteim Vergleich zu 2014 %p 10 8 6 4 2 0 −2 −4 −6+9,4−3,8−5,6+4,3+0,2−4,5GrüneCDUSPDFDPLinkeSonst.Anmerkungen:f darunter u. a. BfB 2 % (−7,7 %) |

## Bauwerke
Eines der ältesten Bauwerke Bielefelds ist die Peterskirche in Kirchdornberg. Sie wurde ca. 1050 erbaut; das heutige Kirchenschiff im Stil der Gotik stammt aus dem 14. Jahrhundert. Von 1969 bis 1970 wurde die Kirche restauriert.
Von weitem sichtbar ist der Fernmeldeturm Hünenburg auf dem Kamm des Teutoburger Waldes neben der historischen Hünenburg (Ortsteil Hoberge-Uerentrup), der Fernsehturm selbst liegt jedoch unmittelbar hinter der Grenze zum Bielefelder Stadtteil Quelle im Stadtbezirk Brackwede.

## Sport
Im Sportzentrum Sportland Dornberg an der Babenhauser Straße befindet sich der kommerzielle Tennisclub Dornberg. Außerdem werden hier auch Badminton, Squash und Fitness angeboten. Der Gastro-Cup ist ein Fußballturnier, bei dem sich Thekenmannschaften aus Bielefeld und Umgebung messen.
Erfolgreichster Fußballverein ist der TuS Dornberg mit Sitz in Großdornberg. Die erste Mannschaft spielt derzeit in der sechstklassigen Westfalenliga. Weitere Fußballvereine sind der Landesligist VfR Wellensiek sowie die Kreisligisten TuS Hoberge-Uerentrup, SC Babenhausen und SuS Schröttinghausen. Die beiden letztgenannten sind auch besonders stark im Handballbereich.
Neben einer Fußballabteilung besitzt der TuS Dornberg auch eine Badmintonabteilung. Trainiert wird in der Turnhalle der Grundschule Dornberg. Der TuS Hoberge-Uerentrup bietet neben Fußball Volleyball, Tennis, Damengymnastik und Kinderturnen an. Eine Wandergruppe gehört ebenso zum Sportangebot des Vereins. Die Damengymnastik und das Kinderturnen werden in der Sporthalle der Grundschule Hoberge-Uerentrup angeboten.
Der SV Dornberg ist der örtliche Schwimmverein, der unter anderem das Dornberger Freibad nutzt. Außer dem Freibad in Großdornberg gibt es auch noch das Schröttinghauser Freibad.
Im Jahr 1966 wurde der Reit- und Fahrverein Dornberg e. V. gegründet. Bei den Westfälischen Meisterschaften im Jahr 2010 wurde das Vereinsmitglied Maximilian Graf von Wedel westfälischer Juniorenmeister.
In Hoberge-Uerentrup befindet sich in der Golfplatz des Bielefelder Golfclubs.

## Wirtschaft
Der Bezirk ist sehr stark landwirtschaftlich geprägt, es gibt einige kleinere Industrie- und Dienstleistungsbetriebe.

## Verkehr
Dornberg wird durch die Wertherstraße mit Bielefeld und Werther verbunden. Weitere wichtige Straßen führen nach Jöllenbeck sowie über Häger nach Spenge und Melle. Von Hoberge-Uerentrup aus erreicht man nach Überquerung des Teutoburger Waldes Bundesautobahn 33.
Im Stadtbezirk liegen zwei Haltestellen der Stadtbahn Linie 4, Wellensiek und die Endhaltestelle Lohmannshof. Von der zentralen Bushaltestelle Dornberg Bürgerzentrum verkehren im dichten Takt die Buslinien 21 und 62 in Richtung Jahnplatz. Außerdem fahren von hier Busse zur Stadtbahnhaltestelle Lohmannshof, über Niederdornberg zur Stadtbahnhaltestelle Babenhausen Süd (Linie 3) und über Kirchdornberg (Linie 24) in Richtung Jahnplatz. Der Bus 62 fährt stündlich über Werther bis nach Borgholzhausen. Es gibt auch eine Nachtbus-Verbindung mit der Linie N 1.

## Söhne und Töchter des Ortes
- Bernhard Schlink (* 1944), Schriftsteller, Verfasser des Weltbestsellers Der Vorleser